# منصور أبو زبيدة الفيتوري
منصور أبو زبيدة الفيتوري اليعقوبي (1870 - 1967) أحد أبرز علماء الدين في ليبيا، تخرّج في جامع الزيتونة بتونس وتحصل منه على درجة العالمية، ورافقه في الزيتونة محمد الطاهر بن عاشور ومحمد الخضر حسين، ومن أساتذته في تونس شيخ الإسلام الصفائحي. درّس أبو زبيدة في زاوية عبد السلام الأسمر ومساجد أخرى في طرابلس وعموم ليبيا. ومن أبرز من تتلمذ عليه: مصطفى التريكي، محمد مفتاح قرّيو، امحمد المهدي أبو عجيلة